# Qelqatani
Qelqatani es una zona en la provincia de Chucuito, en el Departamento de Puno, Perú, donde a partir de los años 1940, se conocen cuevas con pinturas rupestres. Investigaciones iniciadas en los años 1965 han permitido registrar más de 1000 dibujos de figuras antropomórficas y zoomórficas. La localidad de Qelqatani se encuentra a 85 km de la ciudad de Puno, en las proximidades de Mazo Cruz capital del Distrito de Santa Rosa (El Collao).
Esta zona, conjuntamente con las pinturas rupestres de Pisacoma (Kalikantu) constituyen los indicios artísticos más antiguos y remotos que los antiguos habitantes (cazadores nómades) del Altiplano nos han dejado.